# Расстройство добавочного нерва
Травма спинального добавочного нерва может вызвать  расстройство добавочного нерва  или  паралич спинального добавочного нерва  — паралич, что приводит к снижению или отсутствию функциональности грудино-ключично-сосцевидной мышцы и верхней части трапециевидной мышцы .

## Представление
Пациенты с параличем спинального добавочного нерва часто демонстрируют признаки заболевания нижних двигательных нейронов, такие как уменьшение мышечной массы, фасцикуляция и частичный паралич грудино-ключично-сосцевидной и трапециевидной мышцы. Прерывание иннервации грудино-ключично-сосцевидной мышцы приводит к асимметричному декольте, в то время как слабость трапециевидной мышцы может привести к опущению плеча, крыловидной лопатки и слабости переднего подъема плеча.

## Причины
Медицинские процедуры являются наиболее частой причиной травм спинального добавочного нерва. В частности, радикальное рассечение шеи и шейная биопсия лимфатических узлов являются одними из самых распространённых хирургических процедур, которые приводят к повреждению спинального добавочного нерва. London отмечает, что неспособность быстро определить повреждение спинального добавочного нерва может усугубить проблему, в то время как раннее вмешательство приводит к улучшению результатов.

## Лечение
Есть несколько вариантов лечения, когда ятрогенное (то есть, произошедшее во время операции) повреждение спинального добавочного нерва замечается во время операции. Например, во время функционального вскрытия шеи, при повреждении спинального нерва, травма обязывает хирурга к осторожности и сохранению ветвей C2, C3, C4 спинномозговых нервов, которые обеспечивают дополнительную иннервацию трапециевидной мышцы. В качестве альтернативы, или в дополнение к интраоперационным процедурам, послеоперационные процедуры могут также помочь в восстановлении функции поврежденного спинального нерва. Например, процедура Иден-Ланге, в которой остальные функциональные мышцы плеча хирургически перемещаются, могут быть полезны для лечения паралича трапециевидной мышцы.

## Доступные функции
Функции добавочного нерва определяются посредством неврологического обследования. Поскольку экспертиза проводится различными специалистами, то она часто включает в себя три компонента: осмотр, тестирование диапазона движения и силовое тестирование.
Во время осмотра, эксперт наблюдает грудино-ключично-сосцевидную и трапециевидной мышцы, в поисках признаков заболевания нижних двигательных нейронов, таких как атрофия мышц и фасцикуляция. Крыловидные лопатки могут также наводить на мысль о ненормальной функции спинального добавочного нерва, как описано выше.
При оценке объема движений, эксперт отмечает, как пациент наклоняется и вращает головой, пожимает плечами и разводит руками. Крыловидные лопатки из-за повреждения спинального добавочного нерва часто сильно выдаются у отведённой руки.
Силовое тестирование похоже на тестирование диапазона движения, с тем отличием, что пациент выполняет те же действия под нагрузкой, то есть против сопротивления эксперта. Эксперт измеряет функцию грудино-ключично-сосцевидной мышцы, попросив пациента повернуть его голову против сопротивления. Одновременно эксперт отмечает действие противоположной грудино-ключично-сосцевидной мышцы. Например, если пациент поворачивает свою голову вправо, левая мышца обычно натягивается.
Для оценки силы трапециевидной мышцы, эксперт предлагает пациенту пожать плечами против сопротивления. У больных с повреждением спинального добавочного нерва, высота плеча будет уменьшаться, и пациент будет неспособен поднимать плечи против сопротивления эксперта.